# Melodifestivalen 2020
La sessantesima edizione del Melodifestivalen si è svolta dal 1º febbraio al 7 marzo 2020 in 6 città svedesi (Linköping, Göteborg, Luleå, Malmö, Eskilstuna e Stoccolma) e ha decretato il rappresentante della Svezia all'Eurovision Song Contest 2020 a Rotterdam, nei Paesi Bassi.
Le vincitrici sono state The Mamas con Move.

## Organizzazione

### Core team
Il 26 giugno 2020 la SVT ha annunciato le quattro persone che faranno parte del Core Team, il gruppo che supervisiona e produce lo show: Christer Björkman (vincitore del Melodifestivalen nel 1992, partecipante svedese all'Eurovision Song Contest 1992 e produttore del Melodifestivalen dal 2002), Anette Helenius, Christel Tholse Willers e Karin Gunnarsson.

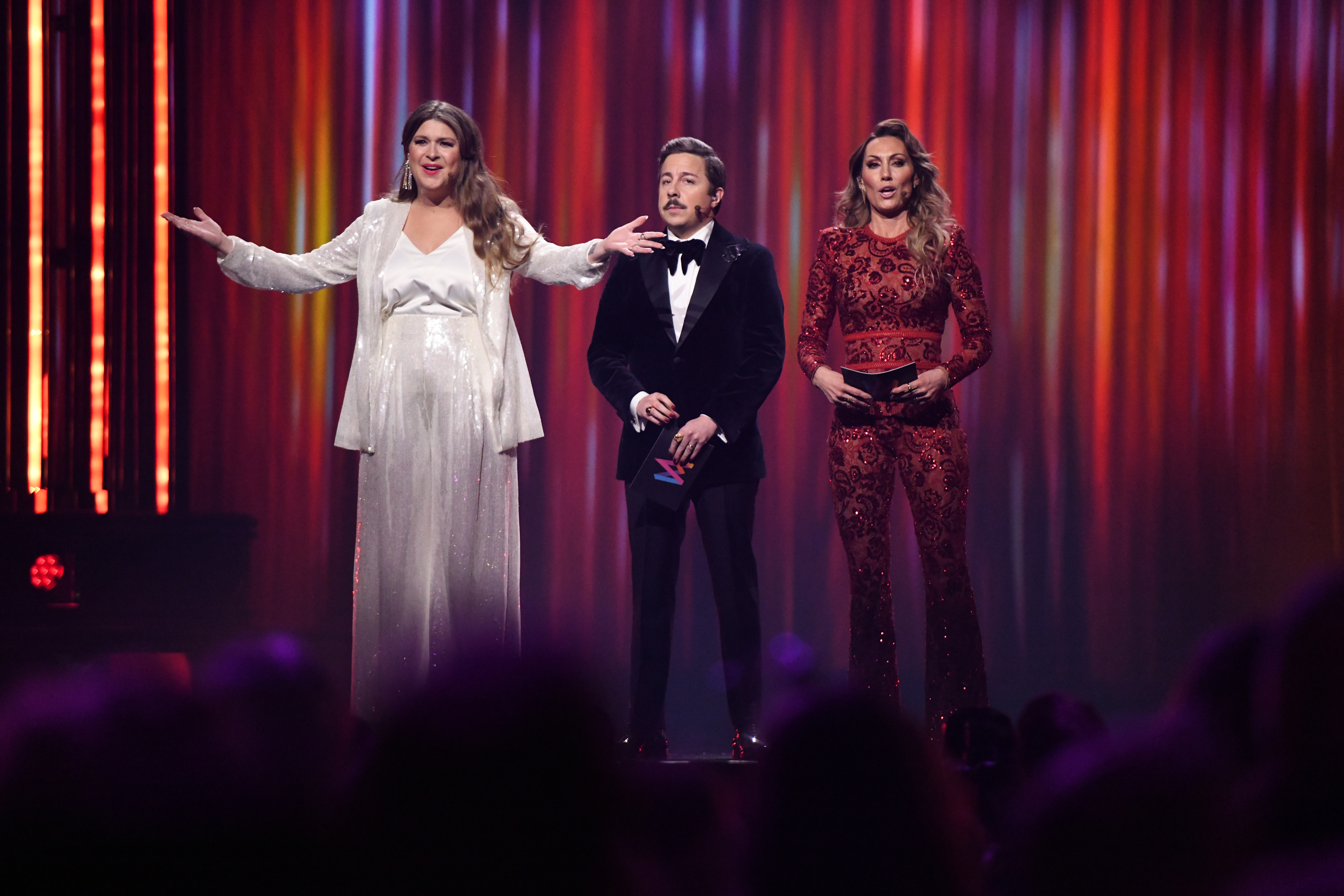
Lina Hedlund, David Sundin and Linnea Henriksson, presentatori del 60°Melodifestivalen

### Presentatori
Il 3 settembre 2019 la SVT ha annunciato i nomi dei presentatori per la 60ª edizione del Melodifestivalen: Lina Hedlund (cantante e componente del gruppo musicale Alcazar), Linnea Henriksson (cantante) e David Sundin (comico).

### Città e sedi
Per la diciannovesima volta nella storia del Melodifestivalen le semifinali si svolgeranno in diverse città della Svezia. 
Il 27 agosto 2019 vengono annunciate le città che ospiteranno lo show
| Data             | Evento                      | Città      | Sede                  | Immagine |
| ---------------- | --------------------------- | ---------- | --------------------- | -------- |
| 1º febbraio 2020 | Semifinale 1                | Linköping  | Saab Arena            |          |
| 8 febbraio 2020  | Semifinale 2                | Göteborg   | Scandinavium          |          |
| 15 febbraio 2020 | Semifinale 3                | Luleå      | Coop Norrbotten Arena |          |
| 22 febbraio 2020 | Semifinale 4                | Malmö      | Malmö Arena           |          |
| 29 febbraio 2020 | Andra Chansen (Ripescaggio) | Eskilstuna | STIGA Sports Arena    |          |
| 7 marzo 2020     | Finale                      | Stoccolma  | Friends Arena         |          |

## Partecipanti
| Artista                          | Titolo                        | Lingua            | Compositori                                                                                |
| -------------------------------- | ----------------------------- | ----------------- | ------------------------------------------------------------------------------------------ |
| Albin Johnsén                    | Livet börjar nu               | Svedese           | Robin Stjernberg, Albin Johnsén, Gino Yonan                                                |
| Amanda Aasa                      | Late                          | Svedese           | Amanda Aasa, Siri Jansson, Erik Grahn, Alex Shield                                         |
| Anis don Demina                  | Vem är som oss                | Svedese           | Anderz Wrethov, Johanna Elkesdotter Wrethov, Anis Don Demina, Robin Svensk                 |
| Anna Bergendahl                  | Kingdom Come                  | Inglese           | Bobby Ljunggren, Thomas G:son, Erik Bernholm, Anna Bergendahl                              |
| Dotter                           | Bulletproof                   | Inglese           | Dino Medanhodzic, Johanna Jansson, Erik Dahlqvist                                          |
| Drängarna                        | Pisa och dräng                | Svedese           | Anders Wigelius, Robert Norberg, Jimmy Jansson                                             |
| Ellen Benediktson & Simon Peyron | Surface                       | Inglese           | Paul Rey, Laurell Barker, Anderz Wrethov, Sebastian von Koenigsegg, Ellen Benediktson      |
| Faith Kakembo                    | Crying Rivers                 | Inglese           | Jörgen Elofsson, Liz Rodrigues                                                             |
| Felix Sandman                    | Boys with Emotions            | Inglese           | Tony Ferrari, Parker James, Peter Thomas, Philip Bentley, Nicki Adamsson, Felix Sandman    |
| Frida Öhrn                       | We Are One                    | Inglese           | Frida Öhrn, Hampus Eurenius, Nicklas Eklund                                                |
| Hanna Ferm                       | Brave                         | Inglese           | David Kjellstrand, Jimmy Jansson, Laurell Barker                                           |
| Jakob Karlberg                   | Om du tror att jag saknar dig | Svedese           | Nanne Grönvall, Isak Hallén, Henrik Moreborg, Jakob Karlberg                               |
| Jan Johansen                     | Miraklernas tid               | Svedese           | Thomas G:son                                                                               |
| Klara Hammarström                | Nobody                        | Inglese           | Erik Smaaland, Palle Hammarlund, Klara Hammarström                                         |
| Linda Bengtzing                  | Alla mina sorger              | Svedese           | Yvonne Dahlbom, Jesper Welander, Adam Jönsson, Linda Bengtzing                             |
| Malou Prytz                      | Ballerina                     | Inglese           | Thomas G:son, Peter Boström, Jimmy Jansson                                                 |
| Mariette                         | Shout It Out                  | Inglese           | Thomas G:son, Cassandra Ströberg, Alex Shield, Mariette Hansson                            |
| Mendez feat. Alvaro Estrella     | Vamos amigos                  | Inglese, spagnolo | Palle Hammarlund, Jimmy Jansson, Jakke Erixson, Leo Mendéz                                 |
| Mohombi                          | Winners                       | Inglese           | Jimmy Jansson, Mohombi Moupondo, Palle Hammarlund                                          |
| Nanne Grönvall                   | Carpool Karaoke               | Svedese           | Nanne Grönvall, Peter Grönvall                                                             |
| OVÖ                              | Inga problem                  | Svedese           | Nicholas Frandsen, Lukas Nathanson, Jean-Willy Akofely, Nickie Osenius Kouakou             |
| Paul Rey                         | Talking in My Sleep           | Inglese           | Paul Rey, Lukas Hällgren, Alexander Standal Pavelich                                       |
| Robin Bengtsson                  | Take a Chance                 | Inglese           | Jimmy Jansson, Karl-Frederik Reichhardt, Marcus Winther-John                               |
| Sonja Aldén                      | Sluta aldrig gå               | Svedese           | Bobby Ljunggren, David Lindgren Zacharias, Sonja Aldén                                     |
| Suzi P                           | Moves                         | Inglese           | Joy Deb, Suzi Pancekov, Aniela Eklund, Malou Ruotsalainen, Chanel Tukia, Kenny Silverdique |
| The Mamas                        | Move                          | Inglese           | Melanie Wehbe, Patrik Jean, Herman Gardarfve                                               |
| Victor Crone                     | Troubled Waters               | Inglese           | Dino Medanhodzic, Benjamin Jennebo, Victor Crone                                           |
| William Strid                    | Molnljus                      | Svedese           | Markus Lidén, Christian Holmström, David Kreuger, William Stridh                           |

## Semifinali

### Prima semifinale
La prima semifinale si è svolta presso lo Saab Arena di Linköping, ed ha visto competere i primi 7 artisti.
I primi due classificati, che passano automaticamente alla finale, sono The Mamas e Robin Bengtsson, mentre andranno al ripescaggio Malou Prytz e Felix Sandman.
| # | Artista         | Titolo             | Voti      | Punti | Posizione |
| - | --------------- | ------------------ | --------- | ----- | --------- |
| 1 | The Mamas       | Move               | 1.370.798 | 86    | 1         |
| 2 | Suzi P          | Moves              | 582.520   | 13    | 7         |
| 3 | Robin Bengtsson | Take a Chance      | 1.267.149 | 84    | 2         |
| 4 | Malou Prytz     | Ballerina          | 1.146.797 | 58    | 3         |
| 5 | OVÖ             | Inga problem       | 633.485   | 19    | 6         |
| 6 | Sonja Aldén     | Sluta aldrig gå    | 661.376   | 32    | 5         |
| 7 | Felix Sandman   | Boys with Emotions | 1.080.040 | 52    | 4         |

### Seconda semifinale
La seconda semifinale si svolgerà presso lo Scandinavium di Göteborg.
Il 2 febbraio 2020 Thorsten Flinck, partecipante in questa semifinale con Miraklernas tid, è stato squalificato dalla competizione per motivi legali. Tuttavia il brano è comunque rimasto in gara ed è stato eseguito da Jan Johansen.
Le primi due classificate, che passano automaticamente alla finale, sono Dotter e Anna Bergendahl, mentre andranno al ripescaggio Mendez feat. Alvaro Estrella e Paul Rey.
| # | Artista                      | Titolo              | Voti      | Punti | Posizione |
| - | ---------------------------- | ------------------- | --------- | ----- | --------- |
| 1 | Klara Hammarström            | Nobody              | 951.815   | 40    | 5         |
| 2 | Jan Johansen                 | Miraklernas tid     | 501.335   | 8     | 7         |
| 3 | Dotter                       | Bulletproof         | 1.160.616 | 74    | 2         |
| 4 | Méndez feat. Alvaro Estrella | Vamos amigos        | 1.070.755 | 66    | 3         |
| 5 | Linda Bengtzing              | Alla mina sorger    | 717.043   | 18    | 6         |
| 6 | Paul Rey                     | Talking in My Sleep | 1.029.652 | 62    | 4         |
| 7 | Anna Bergendahl              | Kingdom Come        | 1.140.812 | 76    | 1         |

### Terza semifinale
La terza semifinale si è svolta presso la Coop Norrbotten Arena di Luleå.
I primi due classificati, che passano automaticamente alla finale, sono Mariette e Mohombi, mentre andranno al ripescaggio Drängarna e Anis don Demina.
| # | Artista         | Titolo          | Voti      | Punti | Posizione |
| - | --------------- | --------------- | --------- | ----- | --------- |
| 1 | Mariette        | Shout It Out    | 1.215.521 | 88    | 1         |
| 2 | Albin Johnsén   | Livet börjar nu | 470.431   | 9     | 7         |
| 3 | Drängarna       | Piga och dräng  | 921.811   | 56    | 4         |
| 4 | Amanda Aasa     | Late            | 534.652   | 18    | 6         |
| 5 | Anis don Demina | Vem är som oss  | 1.107.528 | 60    | 3         |
| 6 | Faith Kakembo   | Crying Rivers   | 733.502   | 51    | 5         |
| 7 | Mohombi         | Winners         | 1.031.906 | 62    | 2         |

### Quarta semifinale
La quarta ed ultima semifinale si è svolta presso la Malmö Arena di Malmö, che in passato ha ospitato l'Eurovision Song Contest 2013. 
I primi due classificati, che passano automaticamente alla finale, sono Victor Crone e Hanna Ferm, mentre andranno al ripescaggio Frida Öhrn e Ellen Benediktson & Simon Peyron.
| # | Artista                          | Titolo                        | Voti      | Punti | Posizione |
| - | -------------------------------- | ----------------------------- | --------- | ----- | --------- |
| 1 | Frida Öhrn                       | We Are One                    | 685.663   | 51    | 3         |
| 2 | William Strid                    | Molnljus                      | 700.582   | 36    | 5         |
| 3 | Nanne Grönvall                   | Carpool Karaoke               | 548.116   | 21    | 7         |
| 4 | Victor Crone                     | Troubled Waters               | 1.072.105 | 82    | 2         |
| 5 | Ellen Benediktson & Simon Peyron | Surface                       | 698.364   | 38    | 4         |
| 6 | Jakob Karlberg                   | Om du tror att jag saknar dig | 619.888   | 22    | 6         |
| 7 | Hanna Ferm                       | Brave                         | 1.174.481 | 94    | 1         |

## Ripescaggi
Il ripescaggio si è svolto presso la STIGA Sports Arena di Eskilstuna.
Rimane invariato il sistema dei ripescaggi, che ha mandato in finale quattro partecipanti, tramite quattro duelli.
| Duello | Ordine | Artista                          | Titolo              | Voti    | Punti |
| ------ | ------ | -------------------------------- | ------------------- | ------- | ----- |
| I      | 1      | Anis don Demina                  | Vem är som oss      | 937.009 | 7     |
| I      | 2      | Ellen Benediktson & Simon Peyron | Surface             | 566.544 | 1     |
| II     | 1      | Malou Prytz                      | Ballerina           | 833.780 | 3     |
| II     | 2      | Paul Rey                         | Talking in My Sleep | 810.439 | 5     |
| III    | 1      | Felix Sandman                    | Boys with Emotions  | 793.582 | 4     |
| III    | 2      | Frida Öhrn                       | We Are One          | 550.632 | 4     |
| IV     | 1      | Méndez feat. Alvaro Estrella     | Vamos amigos        | 805.286 | 4     |
| IV     | 2      | Drängarna                        | Piga och dräng      | 685.762 | 4     |

## Finale
La finale si è svolta il 7 marzo 2020 presso la Friends Arena di Stoccolma. Le Mamas e Dotter hanno vinto il voto delle giurie internazionali, ma il voto del pubblico ha consegnato il trofeo alle Mamas con un solo punto di distacco.
| #  | Artista                      | Titolo              | Punteggio | Punteggio | Punteggio | Posizione |
| #  | Artista                      | Titolo              | Giurie    | Televoto  | Totale    | Posizione |
| -- | ---------------------------- | ------------------- | --------- | --------- | --------- | --------- |
| 1  | Victor Crone                 | Troubled Waters     | 19        | 38        | 57        | 9         |
| 2  | Paul Rey                     | Talking in My Sleep | 35        | 33        | 68        | 6         |
| 3  | The Mamas                    | Move                | 65        | 72        | 137       | 1         |
| 4  | Mohombi                      | Winners             | 20        | 6         | 26        | 12        |
| 5  | Hanna Ferm                   | Brave               | 25        | 69        | 94        | 4         |
| 6  | Méndez feat. Alvaro Estrella | Vamos amigos        | 19        | 21        | 40        | 11        |
| 7  | Dotter                       | Bulletproof         | 65        | 71        | 136       | 2         |
| 8  | Robin Bengtsson              | Take a Chance       | 35        | 28        | 63        | 8         |
| 9  | Mariette                     | Shout It Out        | 42        | 9         | 51        | 10        |
| 10 | Felix Sandman                | Boys with Emotions  | 53        | 14        | 67        | 7         |
| 11 | Anna Bergendahl              | Kingdom Come        | 46        | 61        | 107       | 3         |
| 12 | Anis don Demina              | Vem e som oss       | 40        | 42        | 82        | 5         |

| Brano               | ISR | AUT | ARM | AUS | MLT | ISL | FRA | NLD | Totale |
| ------------------- | --- | --- | --- | --- | --- | --- | --- | --- | ------ |
| Troubled Waters     | 1   | 4   | 5   | 1   | 1   | 2   | 5   |     | 19     |
| Talking in My Sleep | 6   |     | 7   | 4   | 4   |     | 10  | 4   | 35     |
| Move                | 4   | 6   | 12  | 10  | 12  | 8   | 6   | 7   | 65     |
| Winners             | 5   | 5   |     | 3   |     | 4   | 3   |     | 20     |
| Brave               | 7   |     | 3   | 2   | 7   | 3   | 2   | 1   | 25     |
| Vamos amigos        |     | 1   | 2   | 7   | 3   | 1   |     | 5   | 19     |
| Bulletproof         | 10  | 2   | 6   | 12  | 10  | 12  | 7   | 6   | 65     |
| Take a Chance       | 3   | 8   | 10  |     | 6   | 5   | 1   | 2   | 35     |
| Shout It Out        |     | 10  | 1   |     | 5   | 6   | 12  | 8   | 42     |
| Boys with Emotions  | 8   | 7   | 8   | 8   | 2   |     | 8   | 12  | 53     |
| Kingdom Come        | 12  | 3   | 4   | 6   | 8   | 10  |     | 3   | 46     |
| Vem e som oss       | 2   | 12  |     | 5   |     | 7   | 4   | 10  | 40     |